# Jakub Voráček
Jakub Voráček (né le 15 août 1989 à Slaný en Tchécoslovaquie aujourd'hui ville de République tchèque) est un joueur professionnel tchèque de hockey sur glace.

## Biographie

### Carrière en club
Il commence sa carrière dans le championnat tchèque junior avec le club de Kladno en 2002-03. Il fait ses débuts dans l'Élite tchèque, l'Extraliga, en 2005 avec Kladno pour un match et rejoint en 2006 l'Amérique du Nord.
Il joue alors pour l'équipe junior des Mooseheads d'Halifax de la Ligue de hockey junior majeur du Québec. À la fin de cette première saison, il glane de nombreuses récompenses dans la LHJMQ dont le trophée Michel-Bergeron en tant que meilleure recrue offensive de la saison ainsi que la Coupe RDS de la meilleure recrue, tous postes confondus. Il fait partie de l'équipe type de la LHJMQ de la saison.
Lors du repêchage d'entrée 2007 dans la Ligue nationale de hockey, il est choisi en tant que septième choix de la première ronde par les Blue Jackets de Columbus.
Le 23 juin 2011, il est échangé aux Flyers de Philadelphie avec un choix de première ronde et un choix de troisième ronde au repêchage 2011 en retour de Jeff Carter.
Le 30 juillet 2015, il signe une prolongation de contrat avec les Flyers de Philadelphie pour huit saisons et un salaire total de 66 millions de dollars.
Il retourne jouer avec les Blue Jackets lors d'un échange avec Cam Atkinson signé le 24 juillet 2021.
Le 2 mars 2023, Voráček est échangé aux Coyotes de l'Arizona en retour du gardien Jon Gillies et d'un choix de 6e tour en 2023.
Le 24 avril 2024, Voráček annonce sa retraite.

### Carrière internationale
Il représente la République tchèque lors des championnats du monde moins de 18 ans de 2006 et 2007. En 2007, il représente également son pays pour le championnat du monde junior.

## Statistiques

### En club
| Saison     | Équipe                   | Ligue         |      | Saison régulière | Saison régulière | Saison régulière | Saison régulière | Saison régulière |   | Séries éliminatoires | Séries éliminatoires | Séries éliminatoires | Séries éliminatoires | Séries éliminatoires |
| Saison     | Équipe                   | Ligue         | PJ   | B                | A                | Pts              | Pun              | PJ               | B | A                    | Pts                  | Pun                  |                      |                      |
| 2002-2003  | HC Kladno                | Extraliga -18 | -    | -                | -                | -                | -                | 2                | 1 | 1                    | 2                    | 0                    |                      |                      |
| 2003-2004  | HC Kladno                | Extraliga -18 | 52   | 30               | 24               | 54               | 28               | 2                | 0 | 0                    | 0                    | 2                    |                      |                      |
| 2004-2005  | HC Kladno                | Extraliga -18 | 30   | 23               | 39               | 62               | 44               | 7                | 5 | 4                    | 9                    | 14                   |                      |                      |
| 2004-2005  | HC Kladno                | Extraliga -20 | 16   | 5                | 7                | 12               | 6                | 1                | 1 | 0                    | 1                    | 2                    |                      |                      |
| 2005-2006  | HC Kladno                | Extraliga -18 | -    | -                | -                | -                | -                | 2                | 1 | 3                    | 4                    | 31                   |                      |                      |
| 2005-2006  | HC Kladno                | Extraliga -20 | 46   | 21               | 38               | 59               | 54               | 6                | 7 | 4                    | 11                   | 2                    |                      |                      |
| 2005-2006  | HC Kladno                | Extraliga     | 1    | 0                | 0                | 0                | 0                | -                | - | -                    | -                    | -                    |                      |                      |
| 2006-2007  | Mooseheads d'Halifax     | LHJMQ         | 59   | 23               | 63               | 86               | 26               | 12               | 7 | 17                   | 24                   | 6                    |                      |                      |
| 2007-2008  | Mooseheads d'Halifax     | LHJMQ         | 53   | 33               | 68               | 101              | 42               | 15               | 5 | 13                   | 18                   | 14                   |                      |                      |
| 2008-2009  | Blue Jackets de Columbus | LNH           | 80   | 9                | 29               | 38               | 44               | 4                | 0 | 1                    | 1                    | 8                    |                      |                      |
| 2009-2010  | Blue Jackets de Columbus | LNH           | 81   | 16               | 34               | 50               | 26               | -                | - | -                    | -                    | -                    |                      |                      |
| 2010-2011  | Blue Jackets de Columbus | LNH           | 80   | 14               | 32               | 46               | 26               | -                | - | -                    | -                    | -                    |                      |                      |
| 2011-2012  | Flyers de Philadelphie   | LNH           | 78   | 18               | 31               | 49               | 32               | 11               | 2 | 8                    | 10                   | 8                    |                      |                      |
| 2012-2013  | HC Lev Prague            | KHL           | 23   | 7                | 13               | 20               | 22               | -                | - | -                    | -                    | -                    |                      |                      |
| 2012-2013  | Flyers de Philadelphie   | LNH           | 48   | 22               | 24               | 46               | 35               | -                | - | -                    | -                    | -                    |                      |                      |
| 2013-2014  | Flyers de Philadelphie   | LNH           | 82   | 23               | 39               | 62               | 22               | 7                | 2 | 2                    | 4                    | 4                    |                      |                      |
| 2014-2015  | Flyers de Philadelphie   | LNH           | 82   | 22               | 59               | 81               | 78               | -                | - | -                    | -                    | -                    |                      |                      |
| 2015-2016  | Flyers de Philadelphie   | LNH           | 73   | 11               | 44               | 55               | 38               | 6                | 1 | 0                    | 1                    | 4                    |                      |                      |
| 2016-2017  | Flyers de Philadelphie   | LNH           | 82   | 20               | 41               | 61               | 56               | -                | - | -                    | -                    | -                    |                      |                      |
| 2017-2018  | Flyers de Philadelphie   | LNH           | 82   | 20               | 65               | 85               | 50               | 6                | 0 | 3                    | 3                    | 6                    |                      |                      |
| 2018-2019  | Flyers de Philadelphie   | LNH           | 78   | 20               | 46               | 66               | 25               | -                | - | -                    | -                    | -                    |                      |                      |
| 2019-2020  | Flyers de Philadelphie   | LNH           | 69   | 12               | 44               | 56               | 31               | 15               | 4 | 5                    | 9                    | 24                   |                      |                      |
| 2020-2021  | Flyers de Philadelphie   | LNH           | 53   | 9                | 34               | 43               | 18               | -                | - | -                    | -                    | -                    |                      |                      |
| 2021-2022  | Blue Jackets de Columbus | LNH           | 79   | 6                | 56               | 62               | 44               | -                | - | -                    | -                    | -                    |                      |                      |
| 2022-2023  | Blue Jackets de Columbus | LNH           | 11   | 1                | 5                | 6                | 0                | -                | - | -                    | -                    | -                    |                      |                      |
| Totaux LNH | Totaux LNH               | Totaux LNH    | 1058 | 223              | 583              | 806              | 525              | 49               | 9 | 19                   | 28                   | 54                   |                      |                      |

### En équipe nationale
| Année | Compétition                  |    | PJ | B  | A  | Pts | Pun | +/-                |  | Résultat |
| 2006  | Championnat du monde -18 ans | 7  | 3  | 3  | 6  | 6   | -3  | Médaille de bronze |  |          |
| 2007  | Championnat du monde junior  | 6  | 1  | 2  | 3  | 4   | 0   | 5e place           |  |          |
| 2007  | Championnat du monde -18 ans | 4  | 1  | 2  | 3  | 2   | -4  | 9e place           |  |          |
| 2008  | Championnat du monde junior  | 6  | 0  | 6  | 6  | 4   | +4  | 5e place           |  |          |
| 2010  | Championnat du monde         | 9  | 0  | 2  | 2  | 6   | +1  | Médaille d'or      |  |          |
| 2011  | Championnat du monde         | 9  | 1  | 2  | 3  | 2   | +1  | Médaille de bronze |  |          |
| 2013  | Championnat du monde         | 8  | 1  | 6  | 7  | 2   | -4  | 7e place           |  |          |
| 2014  | Jeux olympiques              | 5  | 1  | 1  | 2  | 2   | -5  | 6e place           |  |          |
| 2015  | Championnat du monde         | 10 | 3  | 7  | 10 | 6   | 0   | 4e place           |  |          |
| 2016  | Coupe du monde               | 3  | 1  | 1  | 2  | 4   | -2  | 6e place           |  |          |
| 2017  | Championnat du monde         | 8  | 1  | 5  | 6  | 6   | -1  | 7e place           |  |          |
| 2019  | Championnat du monde         | 10 | 4  | 12 | 16 | 2   | +10 | 4e place           |  |          |

## Récompenses

### Ligue canadienne de hockey
- 2006 : sélectionné par les Mooseheads d'Halifax lors du repêchage européen en 1e position

### Ligue de hockey junior majeur du Québec
- 2006-2007 : 
  - remporte le trophée Michel-Bergeron
  - remporte la coupe RDS
  - élu dans l'équipe d'étoiles en tant qu'ailier droit
  - joueur offensif du mois d'octobre 2007
- 2007-2008 : joueur offensif du mois de janvier 2008